# Chlorida festiva
Chlorida festiva é um inseto da ordem Coleoptera e da família Cerambycidae, subfamília Cerambycinae; um besouro cujo habitat são as florestas tropicais da região neotropical, entre o sudeste dos Estados Unidos (na Flórida), América Central, Antilhas, até Brasil (entre o Amapá e o Rio Grande do Sul, incluindo áreas com Mata Atlântica) e Argentina. A espécie, descrita em 1758 por Carolus Linnaeus em seu Systema Naturae, com a denominação de Cerambyx festivus, apresenta élitros verdes com faixas laterais amarelas e com características manchas em verde sobre uma superfície castanho-alaranjada em seu protórax dotado de espinhos laterais curtos, e com a cabeça dotada de longas antenas inseridas em olhos em forma de rim (reiniformes); podendo, tais insetos, alcançar quase 10 centímetros de comprimento, com suas antenas.

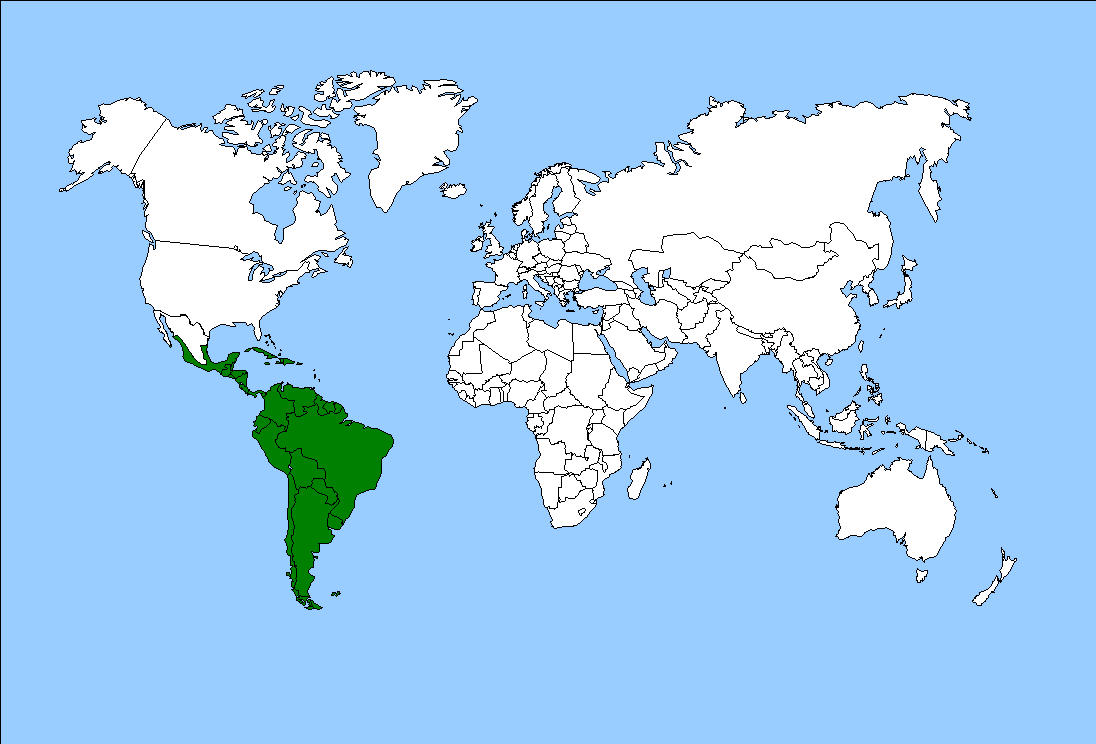
O besouro C. festiva é distribuído em grande parte da região neotropical (em verde, no mapa).

## Coleóbroca
Chlorida festiva é considerada uma coleóbroca, podendo suas larvas desprovidas de pernas abrir galerias em troncos de árvores das espécies Mangifera indica (que produz o fruto conhecido como manga), Albizia lebbeck e Corymbia citriodora; o adulto se alimenta de madeira, raízes, folhas e algumas vezes de pólen e flores. Os machos possuem várias glândulas protorácicas que produzem feromônios que atraem as fêmeas a sua volta.

## Forésia
Neste Coleoptera foi detectado o fenômeno da forésia de pequenos ácaros (Arachnida) Uropodina, observando-se uma preferência de suas deutoninfas pela região protorácica.